# Sint Maartens fodboldforbund
Sint Maarten Soccer Association er det styrende organ for fodbold på Sint Maarten.